# 梅维尔 (北达科他州)
梅维尔（英語：Mayville），是美国北达科他州下属的一座城市。根据2010年美国人口普查，该市有人口1,858人。2011年估计该市有人口1,864人，相对于2010年，增长率为0.32%。